# Керлінг на зимових Олімпійських іграх 2022
Змагання з керлінгу на зимових Олімпійських іграх 2022 тривали з 2 до 20 лютого в Пекінському національному плавальному комплексі. Це була вже восьма поява цього виду спорту в програмі Олімпійських ігор.
У кожному зі змагань, серед чоловіків, жінок і змішаних пар, взяли участь по десять збірних. Це була друга поява на Олімпійських іграх змагань серед змішаних пар. Загалом на змагання з керлінгу МОК виділив 120 квотних місць (по 60 для спортсменів кожної статі), що на чотири більше, ніж на Зимових Олімпійських іграх 2018.

## Кваліфікація
На турнір у всіх трьох дисциплінах автоматично кваліфікувалась країна-господарка. До неї долучилися збірні, що на Чемпіонаті світу з керлінгу 2021 року посіли перші 6 місць в чоловічих та жіночих змаганнях і перші 7 місць у змаганнях серед змішаних пар. Останні путівки (по 3 серед чоловічих та жіночих збірних і 2 серед змішаних пар) визначилися за підсумками олімпійських кваліфікаційних турнірів 2021 року.
Підсумки кваліфікації
| Країни                     | Чоловіки | Жінки | Змішані пари | Спортсменів |
| -------------------------- | -------- | ----- | ------------ | ----------- |
| Австралія                  |          |       | Так          | 2           |
| Канада                     | Так      | Так   | Так          | 12          |
| Китай                      | Так      | Так   | Так          | 12          |
| Чехія                      |          |       | Так          | 2           |
| Данія                      | Так      | Так   |              | 10          |
| Велика Британія            | Так      | Так   | Так          | 12          |
| Італія                     | Так      |       | Так          | 7           |
| Японія                     |          | Так   |              | 5           |
| Норвегія                   | Так      |       | Так          | 7           |
| Олімпійський комітет Росії | Так      | Так   |              | 10          |
| Південна Корея             |          | Так   |              | 5           |
| Швеція                     | Так      | Так   | Так          | 12          |
| Швейцарія                  | Так      | Так   | Так          | 12          |
| США                        | Так      | Так   | Так          | 12          |
| Загалом: 14 НОК            | 10       | 10    | 10           | 120         |

## Розклад
| В | Відбірковий раунд | П | Півфінали | 3 | Матч за третє місце | Ф | Фінал |

| Дисципліна / Дата | Ср, 2 | Чт, 3 | Пт, 4 | Сб, 5 | Нд, 6 | Пн, 7 | Вт, 8 | Вт, 8 | Ср, 9 | Чт, 10 | Пт, 11 | Сб, 12 | Нд, 13 | Пн, 14 | Вт, 15 | Ср, 16 | Чт, 17 | Пт, 18 | Сб, 19 | Нд, 20 |
| ----------------- | ----- | ----- | ----- | ----- | ----- | ----- | ----- | ----- | ----- | ------ | ------ | ------ | ------ | ------ | ------ | ------ | ------ | ------ | ------ | ------ |
| Чоловічий турнір  |       |       |       |       |       |       |       |       | В     | В      | В      | В      | В      | В      | В      | В      | П      | 3      | Ф      |        |
| Жіночий турнір    |       |       |       |       |       |       |       |       |       | В      | В      | В      | В      | В      | В      | В      | В      | П      | 3      | Ф      |
| Змішаний турнір   | В     | В     | В     | В     | В     | П     | З     | Ф     |       |        |        |        |        |        |        |        |        |        |        |        |

## Медалі

### Таблиця медалей
| Місце               | Країна              | Золото | Срібло | Бронза | Загалом |
| ------------------- | ------------------- | ------ | ------ | ------ | ------- |
| 1                   | Велика Британія     | 1      | 1      | 0      | 2       |
| 2                   | Швеція              | 1      | 0      | 2      | 3       |
| 3                   | Італія              | 1      | 0      | 0      | 1       |
| 4                   | Норвегія            | 0      | 1      | 0      | 1       |
| 4                   | Японія              | 0      | 1      | 0      | 1       |
| 6                   | Канада              | 0      | 0      | 1      | 1       |
| Загалом (6 збірних) | Загалом (6 збірних) | 3      | 3      | 3      | 9       |

### Змагання
| Дисципліна   | Золото                                                                                         | Срібло                                                                                      | Бронза                                                                                         |
| ------------ | ---------------------------------------------------------------------------------------------- | ------------------------------------------------------------------------------------------- | ---------------------------------------------------------------------------------------------- |
| Чоловіки     | Швеція · Ніклас Едін · Оскар Ерікссон · Расмус Врано · Христоффер Сундгрен · Даніель Маґнуссон | Велика Британія · Брюс Моует · Ґрант Гарді · Боббі Леммі · Геммі Макміллан мол. · Росс Вайт | Канада · Бред Ґушу · Марк Ніколс · Бретт Ґаллант · Geoff Walker · Марк Кеннеді                 |
| Жінки        | Велика Британія · Ів Мюргед · Вікі Райт · Дженніфер Доддс · Гейлі Дафф · Мілі Сміт             | Японія · Сацукі Фудзісава · Тінамі Йосіда · Юмі Судзукі · Юріка Йрсіда · Котомі Ісідзакі    | Швеція · Анна Гассельборг · Сара Макманус · Агнес Кнохенгауер · Софія Мабергс · Юганна Гельдін |
| Змішані пари | Італія · Стефанія Константіні · Амос Мозанер                                                   | Норвегія · Крістін Скаслієн · Магнус Недреготтен                                            | Швеція · Альміда де Валь · Оскар Ерікссон                                                      |

## Збірні

### Чоловіки
| Канада | Китай | Данія | Велика Британія                                                                                             | Італія |
| --- | --- | --- | --- | --- |
| Скіп: Бред Ґушу Третій: Марк Ніколс Другий: Бретт Ґаллант Перший: Джефф Вокер Запасний: Марк Кеннеді                    | Скіп: Ма Сююе Третій: Цзоу Цян Другий: Ван Чжиюй Перший: Сюй Цзінтао Запасний: Цзян Дунсюй                    | Скіп: Міккель Краусе Третій: Мадс Нерґор Другий: Генрік Гольтерман Перший: Каспер Вікстен Запасний: Тобіас Туне       | Скіп: Брюс Моует Третій: Ґрант Гарді Другий: Боббі Леммі Перший: Геммі Макміллан мол. Запасний: Росс Вайт   | Скіп: Жоель Реторна Третій Амос Мозанер Другий: Себастьяно Арман Перший: Сімоне Гонін Запасний: Маттія Джованелла |
| Норвегія | Олімпійський комітет Росії                                                                                    | Швеція | Швейцарія                                                                                                   | США |
| Скіп: Стеффен Вальстад Третій: Торґер Нерґор Другий: Маркус Гейберг Перший: Маґнус Воґберґ Запасний: Магнус Недреготтен | Скіп: Сергій Глухов Третій: Євген Климов Другий: Дмитро Миронов Перший: Антон Калалб Запасний: Данило Горячев | Скіп: Ніклас Едін Третій: Оскар Ерікссон Другий: Расмус Врано Перший: Христоффер Сундгрен Запасний: Даніель Маґнуссон | Четвертий: Бенуа Шварц Третій: Свен Міхель Скіп: Петер де Круз Перший: Валентін Таннер Запасний: Пабло Лаша | Скіп: Джон Шустер Третій: Кріс Плайс Другий: Метт Гемілтон Перший: Джон Ландстейнер Запасний: Колін Гафмен        |

### Жінки
| Канада | Китай                                                                                        | Данія | Велика Британія                                                                                                   | Японія |
| --- | -------------------------------------------------------------------------------------------- | --- | --- | --- |
| Скіп: Дженніфер Джонс Третя: Кейтлін Лоз Друга: Джоселін Петерман Перша: Дон Мак-Юен Запасна: Ліза Віґл               | Скіп: Хань Юй Третя: Ван Жуй Друга: Дун Цзиці Перша: Чжан Ліцзюнь Запасна: Цзян Сіньді       | Скіп: Мадлен Дюпон Третя: Матільде Гальсе Друга: Деніз Дюпон Перша: Мю Ларсен Запасна: Ясмін Ландер               | Скіп: Ів Мюргед Третя: Вікі Райт Друга: Дженніфер Доддс Перша: Гейлі Дафф Запасна: Мілі Сміт                      | Скіп: Сацукі Фудзісава Третя: Тінамі Йосіда Друга: Юмі Судзукі Перша: Юріка Йрсіда Запасна: Котомі Ісідзакі |
| Олімпійський комітет Росії                                                                                            | Південна Корея                                                                               | Швеція | Швейцарія | США |
| Скіп: Аліна Ковальова Третя: Юлія Портунова Друга: Галина Арсенькіна Перша: Катерина Кузьміна Запасна: Марія Комарова | Скіп: Кім Ин Джон Третя: Кім Кьон Е Друга: Кім Чхо Хі Перша: Кім Сон Йон Запасна: Кім Йон Мі | Скіп: Анна Гассельборг Третя: Сара Макманус Друга: Агнес Кнохенгауер Перша: Софія Мабергс Запасна: Юганна Гельдін | Четверта: Аліна Пец Скіп: Сільвана Тірінзоні Друга: Естер Ноєншвандер Перша: Мелані Барбеза Запасна: Керол Говалд | Скіп: Табіта Пітерсон Третя: Ніна Рот Друга: Бекка Гемілтон Перша: Тара Пітерсон Запасна: Ейлін Ґевінґ      |

### Змішані пари
| Австралія                                         | Канада                                              | Китай                                          | Чехія                                     | Велика Британія                            |
| ------------------------------------------------- | --------------------------------------------------- | ---------------------------------------------- | ----------------------------------------- | ------------------------------------------ |
| Жінка: Талі Ґілл Чоловік: Дін Г'юїтт              | Жінка: Рейчел Гомен Чоловік: Джон Морріс            | Жінка: Фань Суюань Чоловік: Лін Чжи            | Жінка: Зузана Паулова Чоловік: Томаш Паул | Жінка: Дженніфер Доддс Чоловік: Брюс Моует |
| Італія                                            | Норвегія                                            | Швеція                                         | Швейцарія                                 | США                                        |
| Жінка: Стефанія Константіні Чоловік: Амос Мозанер | Жінка: Крістін Скаслієн Чоловік: Магнус Недреготтен | Жінка: Альміда де Валь Чоловік: Оскар Ерікссон | Жінка: Женні Перре Чоловік: Мартін Ріос   | Жінка: Вікі Персінджер Чоловік: Кріс Плайс |

## Підсумки

### Чоловіки

#### Коловий турнір
Таблиця
Після 12-ї сесії
| Легенда | Легенда             |
| ------- | ------------------- |
|         | Потрапили до плейоф |

| Країна                     | Скіп             | В | П | В–П      | КЗ | КП | ВЕ | ПЕ | ОЕ | ВЕ | ККД | DSC   |
| -------------------------- | ---------------- | - | - | -------- | -- | -- | -- | -- | -- | -- | --- | ----- |
| Велика Британія            | Брюс Моует       | 8 | 1 | –        | 63 | 44 | 39 | 31 | 5  | 10 | 88% | 18.81 |
| Швеція                     | Ніклас Едін      | 7 | 2 | –        | 64 | 44 | 43 | 30 | 10 | 11 | 86% | 14.02 |
| Канада                     | Бред Ґушу        | 5 | 4 | 1–0      | 58 | 50 | 34 | 38 | 7  | 7  | 84% | 26.49 |
| США                        | Джон Шустер      | 5 | 4 | 0–1      | 56 | 61 | 35 | 41 | 4  | 5  | 83% | 32.29 |
| Китай                      | Ма Сююе          | 4 | 5 | 2–1; 1–0 | 59 | 62 | 39 | 36 | 6  | 4  | 85% | 23.55 |
| Норвегія                   | Стеффен Вальстад | 4 | 5 | 2–1; 0–1 | 58 | 53 | 40 | 36 | 0  | 11 | 84% | 20.96 |
| Швейцарія                  | Петер де Круз    | 4 | 5 | 1–2; 1–0 | 51 | 54 | 33 | 38 | 13 | 3  | 84% | 15.74 |
| Олімпійський комітет Росії | Сергій Глухов    | 4 | 5 | 1–2; 0–1 | 58 | 58 | 33 | 38 | 6  | 6  | 81% | 33.72 |
| Італія                     | Жоель Реторна    | 3 | 6 | –        | 59 | 65 | 36 | 35 | 3  | 8  | 82% | 30.76 |
| Данія                      | Міккель Краусе   | 1 | 8 | –        | 36 | 71 | 30 | 39 | 3  | 2  | 78% | 32.84 |

Результати
| Міс. | Країна                     | Canada | China | Denmark | Great Britain | Italy | Norway |      | Sweden | Switzerland | United States | Підсумок |
| ---- | -------------------------- | ------ | ----- | ------- | ------------- | ----- | ------ | ---- | ------ | ----------- | ------------- | -------- |
| 3    | Канада                     | —      | 10–8  | 10–5    | 2–5           | 7–3   | 6–5    | 6–7  | 3–5    | 4–7         | 10–5          | 5–4      |
| 5    | Китай                      | 8–10   | —     | 5–4     | 6–7           | 12–9  | 8–6    | 4–7  | 6–5    | 4–6         | 6–8           | 4–5      |
| 10   | Данія                      | 5–10   | 4–5   | —       | 2–8           | 3–10  | 6–5    | 2–10 | 6–8    | 3–8         | 5–7           | 1–8      |
| 1    | Велика Британія            | 5–2    | 7–6   | 8–2     | —             | 7–5   | 8–3    | 8–6  | 6–5    | 7–6         | 7–9           | 8–1      |
| 9    | Італія                     | 3–7    | 9–12  | 10–3    | 5–7           | —     | 4–9    | 7–10 | 8–4    | 3–9         | 10–4          | 3–6      |
| 6    | Норвегія                   | 5–6    | 6–8   | 5–6     | 3–8           | 9–4   | —      | 12–5 | 7–4    | 4–6         | 7–6           | 4–5      |
| 8    | Олімпійський комітет Росії | 7–6    | 7–4   | 10–2    | 6–8           | 10–7  | 5–12   | —    | 3–6    | 5–7         | 5–6           | 4–5      |
| 7    | Швейцарія                  | 5–3    | 5–6   | 8–6     | 5–6           | 4–8   | 4–7    | 6–3  | —      | 10–8        | 4–7           | 4–5      |
| 2    | Швеція                     | 7–4    | 6–4   | 8–3     | 6–7           | 9–3   | 6–4    | 7–5  | 8–10   | —           | 7–4           | 7–2      |
| 4    | США                        | 5–10   | 8–6   | 7–5     | 9–7           | 4–10  | 6–7    | 6–5  | 7–4    | 4–7         | —             | 5–4      |

#### Плейоф
|  | Півфінали | Півфінали       | Півфінали |  |  | Фінал                   | Фінал                   | Фінал                   |
|  |           |                 |           |  |  |                         |                         |                         |
|  | 1         | Велика Британія | 8         |  |  |                         |                         |                         |
|  | 4         | США             | 4         |  |  |                         |                         |                         |
|  |           |                 |           |  |  | 1                       | Велика Британія         | 4                       |
|  |           |                 |           |  |  | 2                       | Швеція                  | 5                       |
|  | 2         | Швеція          | 5         |  |  |                         |                         |                         |
|  | 3         | Канада          | 3         |  |  | Матч за бронзові медалі | Матч за бронзові медалі | Матч за бронзові медалі |
|  |           |                 |           |  |  |                         |                         |                         |
|  |           |                 |           |  |  | 4                       | США                     | 5                       |
|  |           |                 |           |  |  | 3                       | Канада                  | 8                       |

### Жінки

#### Коловий турнір
Таблиця
Після 12-ї сесії
| Легенда | Легенда             |
| ------- | ------------------- |
|         | Потрапили до плейоф |

| Країна                     | Скіп               | В | П | В–П | КЗ | КП | ВЕ | ПЕ | ОЕ | ВЕ | ККД   | DSC   |
| -------------------------- | ------------------ | - | - | --- | -- | -- | -- | -- | -- | -- | ----- | ----- |
| Швейцарія                  | Сільвана Тірінзоні | 8 | 1 | –   | 67 | 46 | 44 | 36 | 4  | 12 | 81.6% | 19.14 |
| Швеція                     | Анна Гассельборг   | 7 | 2 | –   | 64 | 49 | 39 | 35 | 6  | 12 | 82.0% | 25.02 |
| Велика Британія            | Ів Мюргед          | 5 | 4 | 1–1 | 63 | 47 | 39 | 33 | 4  | 9  | 80.6% | 35.27 |
| Японія                     | Сацукі Фудзісава   | 5 | 4 | 1–1 | 64 | 62 | 40 | 36 | 2  | 13 | 82.3% | 36.00 |
| Канада                     | Дженніфер Джонс    | 5 | 4 | 1–1 | 71 | 59 | 42 | 41 | 1  | 14 | 80.4% | 45.44 |
| США                        | Табіта Пітерсон    | 4 | 5 | 2–0 | 60 | 64 | 40 | 39 | 2  | 12 | 79.5% | 33.87 |
| Китай                      | Хань Юй            | 4 | 5 | 1–1 | 56 | 67 | 38 | 41 | 3  | 10 | 79.6% | 30.06 |
| Південна Корея             | Кім Ин Джон        | 4 | 5 | 0–2 | 62 | 66 | 40 | 42 | 3  | 10 | 80.8% | 27.79 |
| Данія                      | Мадлен Дюпон       | 2 | 7 | –   | 50 | 68 | 33 | 41 | 7  | 0  | 77.2% | 23.36 |
| Олімпійський комітет Росії | Аліна Ковальова    | 1 | 8 | –   | 50 | 79 | 34 | 45 | 2  | 7  | 78.9% | 29.34 |

Результати
| 5  | Канада                     | —    | 9–11 | 10–4 | 7–3  | 5–8  | 12–7 | 11–5 | 4–8 | 6–7  | 7–6  | 5–4 |
| 7  | Китай                      | 11–9 | —    | 6–7  | 8–4  | 2–10 | 6–5  | 5–11 | 5–7 | 9–6  | 4–8  | 4–5 |
| 9  | Данія                      | 4–10 | 7–6  | —    | 2–7  | 7–8  | 7–8  | 10–5 | 5–8 | 3–9  | 5–7  | 2–7 |
| 3  | Велика Британія            | 3–7  | 4–8  | 7–2  | —    | 10–4 | 7–9  | 9–4  | 5–6 | 8–2  | 10–5 | 5–4 |
| 4  | Японія                     | 8–5  | 10–2 | 8–7  | 4–10 | —    | 5–10 | 10–5 | 4–8 | 5–8  | 10–7 | 5–4 |
| 8  | Південна Корея             | 7–12 | 5–6  | 8–7  | 9–7  | 10–5 | —    | 9–5  | 4–8 | 4–8  | 6–8  | 4–5 |
| 10 | Олімпійський комітет Росії | 5–11 | 11–5 | 5–10 | 4–9  | 5–10 | 5–9  | —    | 7–8 | 5–8  | 3–9  | 1–8 |
| 1  | Швейцарія                  | 8–4  | 7–5  | 8–5  | 6–5  | 8–4  | 8–4  | 8–7  | —   | 5–6  | 9–6  | 8–1 |
| 2  | Швеція                     | 7–6  | 6–9  | 9–3  | 2–8  | 8–5  | 8–4  | 8-5  | 6–5 | —    | 10–4 | 7–2 |
| 6  | США                        | 6–7  | 8–4  | 7–5  | 5–10 | 7-10 | 8–6  | 9–3  | 6–9 | 4–10 | —    | 4–5 |

#### Плейоф
|  | Півфінали | Півфінали       | Півфінали |  |  | Фінал                   | Фінал                   | Фінал                   |
|  |           |                 |           |  |  |                         |                         |                         |
|  | 1         | Швейцарія       | 6         |  |  |                         |                         |                         |
|  | 4         | Японія          | 8         |  |  |                         |                         |                         |
|  |           |                 |           |  |  | 4                       | Японія                  | 3                       |
|  |           |                 |           |  |  | 3                       | Велика Британія         | 10                      |
|  | 2         | Швеція          | 11        |  |  |                         |                         |                         |
|  | 3         | Велика Британія | 12        |  |  | Матч за бронзові медалі | Матч за бронзові медалі | Матч за бронзові медалі |
|  |           |                 |           |  |  |                         |                         |                         |
|  |           |                 |           |  |  | 1                       | Швейцарія               | 7                       |
|  |           |                 |           |  |  | 2                       | Швеція                  | 9                       |

### Змішані пари

#### Коловий турнір
Таблиця
Підсумкове положення в коловому турнірі.
| Легенда | Легенда             |
| ------- | ------------------- |
|         | Потрапили до плейоф |

| Країна          | Спортсмени                            | В | П | В–П | КЗ | КП | ВЕ | ПЕ | ОЕ | ВЕ | ККД | DSC   |
| --------------- | ------------------------------------- | - | - | --- | -- | -- | -- | -- | -- | -- | --- | ----- |
| Італія          | Стефанія Константіні / Амос Мозанер   | 9 | 0 | –   | 79 | 48 | 43 | 28 | 0  | 17 | 79% | 25.34 |
| Норвегія        | Крістін Скаслієн / Магнус Недреготтен | 6 | 3 | 1–0 | 68 | 50 | 40 | 28 | 0  | 15 | 82% | 24.48 |
| Велика Британія | Дженніфер Доддс / Брюс Моует          | 6 | 3 | 0–1 | 60 | 50 | 38 | 33 | 0  | 12 | 79% | 22.48 |
| Швеція          | Альміда де Валь / Оскар Ерікссон      | 5 | 4 | 1–0 | 55 | 54 | 35 | 33 | 0  | 10 | 76% | 21.77 |
| Канада          | Рейчел Гомен / Джон Морріс            | 5 | 4 | 0–1 | 57 | 54 | 33 | 39 | 0  | 8  | 78% | 53.73 |
| Чехія           | Зузана Паулова / Томаш Паул           | 4 | 5 | –   | 50 | 65 | 29 | 39 | 1  | 7  | 75% | 33.41 |
| Швейцарія       | Женні Перре / Мартін Ріос             | 3 | 6 | 1–0 | 55 | 58 | 32 | 39 | 0  | 6  | 73% | 39.04 |
| США             | Вікі Персінджер / Кріс Плайс          | 3 | 6 | 0–1 | 50 | 67 | 34 | 36 | 0  | 9  | 74% | 27.29 |
| Китай           | Фань Суюань / Лін Чжи                 | 2 | 7 | 1–0 | 51 | 64 | 34 | 36 | 0  | 7  | 74% | 17.81 |
| Австралія       | Талі Ґілл / Дін Г'юїтт                | 2 | 7 | 0–1 | 52 | 67 | 31 | 38 | 1  | 8  | 72% | 50.51 |

Результати
| Міс. | Країна          | Australia | Canada | China | Czech Republic | Great Britain | Italy | Norway | Sweden | Switzerland | United States | Підсумок |
| ---- | --------------- | --------- | ------ | ----- | -------------- | ------------- | ----- | ------ | ------ | ----------- | ------------- | -------- |
| 10   | Австралія       | —         | 10–8   | 5–6   | 2–8            | 8–9           | 3–7   | 4–10   | 6–7    | 9–6         | 5–6           | 2–7      |
| 5    | Канада          | 8–10      | —      | 8–6   | 6–5            | 4–6           | 7–8   | 7–6    | 2–6    | 7–5         | 7–2           | 5–4      |
| 9    | Китай           | 6–5       | 6–8    | —     | 6–8            | 5-6           | 4–8   | 6–9    | 6–7    | 7–6         | 5–7           | 2–7      |
| 6    | Чехія           | 8–2       | 5–6    | 8–6   | —              | 3–8           | 2–10  | 7–6    | 4–7    | 3–11        | 10–8          | 4–5      |
| 3    | Велика Британія | 9–8       | 6–4    | 6-5   | 8–3            | —             | 5–7   | 2–6    | 9–5    | 7–8         | 8–4           | 6–3      |
| 1    | Італія          | 7–3       | 8–7    | 8–4   | 10–2           | 7–5           | —     | 11–8   | 12–8   | 8–7         | 8–4           | 9–0      |
| 2    | Норвегія        | 10–4      | 6–7    | 9–6   | 6–7            | 6–2           | 8–11  | —      | 6–2    | 6–5         | 11–6          | 6–3      |
| 4    | Швеція          | 7–6       | 6–2    | 7–6   | 7–4            | 5–9           | 8–12  | 2–6    | —      | 6–1         | 7–8           | 5–4      |
| 7    | Швейцарія       | 6–9       | 5–7    | 6–7   | 11–3           | 8–7           | 7–8   | 5–6    | 1–6    | —           | 6–5           | 3–6      |
| 8    | США             | 6–5       | 2–7    | 7–5   | 8–10           | 4–8           | 4–8   | 6–11   | 8–7    | 5–6         | —             | 3–6      |

#### Плейоф
|  | Півфінали | Півфінали       | Півфінали |  |  | Фінал                   | Фінал                   | Фінал                   |
|  |           |                 |           |  |  |                         |                         |                         |
|  | 1         | Італія          | 8         |  |  |                         |                         |                         |
|  | 4         | Швеція          | 1         |  |  |                         |                         |                         |
|  |           |                 |           |  |  | 1                       | Італія                  | 8                       |
|  |           |                 |           |  |  | 2                       | Норвегія                | 5                       |
|  | 2         | Норвегія        | 6         |  |  |                         |                         |                         |
|  | 3         | Велика Британія | 5         |  |  | Матч за бронзові медалі | Матч за бронзові медалі | Матч за бронзові медалі |
|  |           |                 |           |  |  |                         |                         |                         |
|  |           |                 |           |  |  | 4                       | Швеція                  | 9                       |
|  |           |                 |           |  |  | 3                       | Велика Британія         | 3                       |

## Країни-учасниці
У змаганнях беруть участь 114 спортсменів з 14-ти країн (зокрема спортсмени Олімпійського комітету Росії, яким МОК дав назву ROC) (кількість спортсменів для кожної країни вказано в дужках). Деякі керлінгісти беруть участь і в змаганнях збірних, і в змаганнях змішаних пар, тобто загальна кількість спортсменів означає стільки, скільки відрядили на Ігри НОК, а не кількість квотних місць, які вони здобули. Австралія і Чехія дебютували в цьому виді програми.
- Австралія (2)
- Канада (12)
- Китай (12)
- Чехія (2)
- Данія (10)
- Велика Британія (10)
- Італія (6)
- Японія (5)
- Норвегія (6)
- Олімпійський комітет Росії (10)
- Південна Корея (5)
- Швеція (11)
- Швейцарія (12)
- США (11)